# Беспалов, Иван Антонович
Ива́н Анто́нович Беспа́лов (12 ноября 1914, Губернское — 13 марта 1989, Киев) — советский военнослужащий, участник Великой Отечественной войны, Герой Советского Союза. 3аместитель командира моторизованного батальона автоматчиков 65-й гвардейской танковой бригады 9-го гвардейского танкового корпуса 2-й гвардейской танковой армии 1-го Белорусского фронта, гвардии майор.

## Биография
Иван Антонович Беспалов родился 12 ноября 1914 года в селе Губернское. С 1941 года был мобилизован в Красную Армию. В 1942 году успешно окончил инструкторские курсы Тюменского военного пехотного училища и был отправлен на 1-й Белорусский фронт. В боях четыре раза был ранен.
В марте 1945 года во время боя за город Камин командовал ротой автоматчиков, которых поддерживали два танка. Ивану Антоновичу удалось прорвать оборону противника и отрезать все пути отхода для него. Указом Президиума Верховного Совета СССР от 31 мая 1945 года получил почётное звание Героя Советского Союза.
В 1946 году в звании гвардии майора И. Беспалов ушёл в запас после чего работал директором одного из Тюменских универмагов, затем окончил Ленинградские торговые курсы, а впоследствии и Московскую высшую торговую школу.
Скончался 13 марта 1989 года и был похоронен на Берковецком кладбище.

## Награды
- орден Ленина
- орден Красного Знамени
- четырe ордена Отечественной войны 1-й степени
- медали и иностранные награды